# Ivo Frbežar
Ivo Frbežar, slovenski pesnik, pisatelj, slikar, grafični oblikovalec, publicist, urednik in založnik, * 30. september 1949, Ljubljana - 6. junij 2025, Ljubljana.

### Življenje
Mladost je preživel v zaselku »London« pri Šmarju - Sapu, kjer je obiskoval in končal osnovno šolo, nato pa se je z družino preselil v Grosuplje. V Ljubljani je končal srednjo tehnično šolo, nato pa obiskoval »večerno šolo« na Akademiji za likovno umetnost v Ljubljani. Želel je postati slikar, vendar ni bil sprejet na Akademijo. 
Kasneje je na Filozofski fakulteti v Ljubljani študiral primerjalno književnost in literarno teorijo kot samostojno smer. Poleg tega je tudi diplomant Londonske šole za odnose z javnostmi. 

### Ustvarjanje
Bil je član Društva likovnih samorastnikov v Ljubljani. Kasneje se je več let posvečal slikarstvu, za tem pa se je ukvarjal s fotografijo (koledarji, naslovnice knjig...). V času od leta 1967-1985 je bil tudi urednik časopisa Saturnus reporter. 
Leta 1984 je ustanovil Literarni klub Grosuplje, literarno revijo RES, ki je izhajala več let in postal njen prvi, glavni in odgovorni urednik. 
Pisati je začel že v mladih letih. Piše predvsem poezijo, lirično prozo, pesmi in prozo za otroke, radijske igre ter literarno kritiko. Občasno piše tudi za časopise, revije in radio, saj je tudi publicist. 
Danes ima status samostojnega književnika in je član Društva slovenskih pisateljev. Je član Slovenske centra PEN (več let  član UO, od 2004 - 2006 podpredsednik. Poleg tega je tudi član Društva ekonomskih propagandistov Ljubljana in član Mednarodnega združenja za odnose z javnostmi. Je soustanovitelj, sourednik in izdajatelj lokalnega-regijskega časopisa Reporter, ki je izhajal v Grosupljem. 

### Knjige za otroke
- Kresničke (1992)
- Mi tamali (2006)

### Pesniške zbirke
- Presežnosti(1984)
- Kamnaj kameno kamen besedo (1989)
- Kdo me je videl (1991)
- Orosilo orosilo (1993)
- Jezikanja (1999)
- Brinove jagode (2000)
- Stoji gorilna zidana ali Za/nos (2001)
- Vaginalni manevri (2003)
- Razsežnosti (2005)
- Anti/SONETI  (2011)

### Glasbeni album
- Anti soneti; avtor glasbe Klemen Kotar (Založba Ceklinka, 2017)

### Študije
- Čemu poezija (2006)

### Prevodi
- Kamenuj kamenne ... (1997)
- Molitva za rodot (2001)